# Ikas Coronae
Le Ikas Coronae sono una struttura geologica della superficie di Venere.